# Twenty Again
Twenty Again (hangul: 두번째 스무살; rr: Dubeonjjae Seumusal) é uma série de televisão sul-coreana exibida pelo canal tvN entre 28 de agosto e 17 de outubro de 2015, estrelada por Choi Ji-woo, Lee Sang-yoon, Choi Won-young, Kim Min-jae e Son Na-eun.

## Enredo
Ha No-ra outrora sonhava em se tornar uma dançarina, mas ela ficou grávida inesperadamente aos 19 anos e teve que abandonar a escola e se casar. Pelas próximas duas décadas, sua vida girava em torno de ser dona de casa e mãe. Agora aos 38 anos e à beira do divórcio, No-ra é erroneamente diagnosticada com câncer pancreático terminal e dado um prognóstico de seis meses. Então, ela decide voltar para a escola e experiência de vida faculdade pela primeira vez. Entre os calouros estão o próprio filho de 20 anos de idade, Kim Min-soo e sua namorada Oh Hye-mi, que ficam horrorizados ao ter No-ra como seu colega de classe. Sem o conhecimento de No-ra, Kim Woo-chul, seu marido esnobe intelectual recentemente aceitou um emprego como professor de psicologia na mesma universidade, e seu professor de artes cênicas acaba por ser o irritadiço Cha Hyun-seok, que tinha uma queda por No-ra no colegial.

## Elenco
- Choi Ji-woo como Ha No-ra
  - Ha Seung-ri como Ha No-ra (jovem)
- Lee Sang-yoon como Cha Hyun-seok
  - Kim Hee-chan como Cha Hyun-seok (jovem)
- Choi Won-young como Kim Woo-chul
  - Kang Tae-oh como Kim Woo-chul (jovem)
- Kim Min-jae como Kim Min-soo
- Son Na-eun como Oh Hye-mi
- Jung Soo-young como Ra Yoon-young
  - Im Ji-hyun como Ra Yoon-young (jovem)
- Noh Young-hak como Na Soon-nam
- Choi Yoon-so como Shin Sang-ye
- Jin Ki-joo como Park Seung-hyun
- Kim Kang-hyun como Seo Dong-chul
- Ban Hyo-jung como Seo Woon-hae, avó de No-ra (cameo)

## Recepção
| N º de episódio | Data de transmissão original | Audiência média | Audiência média |
| N º de episódio | Data de transmissão original | TNmS Ratings    | AGB Nielsen     |
| --------------- | ---------------------------- | --------------- | --------------- |
| 1               | 28 de agosto de 2015         | 4.4%            | 3.57%           |
| 2               | 29 de agosto 2015            | 3.6%            | 3.16%           |
| 3               | 4 de setembro de 2015        | 4.4%            | 4.66%           |
| 4               | 5 de setembro de 2015        | 5.2%            | 4.62%           |
| 5               | 11 de setembro de 2015       | 5.1%            | 4.38%           |
| 6               | 12 de setembro de 2015       | 5.6%            | 4.90%           |
| 7               | 18 de setembro de 2015       | 4.9%            | 4.96%           |
| 8               | 19 de setembro de 2015       | 6.0%            | 6.27%           |
| 9               | 25 de setembro de 2015       | 5.8%            | 5.91%           |
| 10              | 26 de setembro de 2015       | 5.2%            | 5.53%           |
| 11              | 2 de outubro de 2015         | 5.4%            | 5.09%           |
| 12              | 3 de outubro de 2015         | 5.9%            | 6.97%           |
| 13              | 9 de outubro de 2015         | 6.9%            | 6.08%           |
| 14              | 10 de outubro de 2015        | 6.3%            | 7.06%           |
| 15              | 16 de outubro de 2015        | 6.1%            | 6.50%           |
| 16              | 17 de outubro de 2015        | 7.0%            | 7.23%           |